# 585 př. n. l.

## Události
- Bitva u řeky Halys ukončující Lýdsko-médskou válku; jejím výsledkem je dohoda, že hranici mezi oběma říšemi bude tvořit řeka Halys v Malé Asii (dnes Kızılırmak).
- 28. květen (13.30 hod SEČ) – zatmění Slunce předpovězené Tháletem
- Médové si podmaňují Urartu.

## Hlava státu
Médská říše:
- Kyaxarés II. (Uvachštra)
- Astyagés (Ištumegu)

Persis:
- Kambýsés I.

Egypt:
- Haibre (26. dynastie)

Novobabylonská říše:
- Nabukadnezar II.